# Bonhof (Treuchtlingen)
Bonhof ist ein Gemeindeteil der Stadt Treuchtlingen im Landkreis Weißenburg-Gunzenhausen (Mittelfranken, Bayern). Bonhof liegt in der Gemarkung Schambach.

## Lage
Der Weiler liegt am Ostrand der Treuchtlinger Bucht auf der Jurahöhe des Kipferberges nördlich des Schambachtales und von Schambach. Er ist über die in Schambach beginnende Bonhofer Straße zu erreichen. Schambach erreicht man über die Bundesstraße 2 bzw. über die Staatsstraße 2216.

## Ortsnamensdeutung
Der Ortsname wird gedeutet als „Hof beim Bohnenfeld“ oder als „Hof bei einer Bohnerzgrube“.

## Geschichte
In einer Höhle unter den Felsdächern beim Bonhof wurden Werkzeuge aus der Mittelsteinzeit gefunden. Etwa 300 Meter nordnordwestlich von Bonhof wurde 1890 ein hallstattzeitlicher Grabhügel untersucht; die gefundenen Gefäßreste sind verschollen.
Der „Bonnhof“ erscheint erstmals auf einer Karte von 1700. Er soll von einem Bauern aus Schambach gegründet worden sein, der sich dorthin zurückzog. 1710 erschien ein Michael Schorr als „Bohnbauer“.
Am Ende des Heiligen Römischen Reiches bestand Bonhof aus drei bäuerlichen Anwesen, die der Herrschaft Pappenheim zinsten. Diese übte auch die Hochgerichtsbarkeit aus. Kirchlich gehörte der Bonhof zur evangelischen Pfarrei Dietfurt.
Seit 1806 im neuen Königreich Bayern, wurde das Kirchdorf Schambach mit dem Bonhof und anderen Ansiedelungen dem Steuerdistrikt Dietfurt im Untergericht Pappenheim des Rentamtes Greding, ab 1815 des Rentamtes (später Bezirksamt, dann Landkreis) Weißenburg zugeordnet; die pappenheimische Patrimonialgerichtsbarkeit wurde 1848 aufgehoben. Mit dem Gemeindeedikt 1818 wurde der Steuerdistrikt zur Gemeinde Schambach umgestaltet. 1824 wohnten in den drei Wohngebäuden Bonhofs 19, 1950 17 und 1987 6 Personen.
Im Zuge der Gebietsreform in Bayern wurde Schambach am 1. Juli 1971 nach Treuchtlingen eingemeindet. 1984 bestand der Gemeindeteil aus drei Anwesen, von denen nur noch eines nebenerwerblich Landwirtschaft betrieb. An den Ortsteil grenzt etwa 250 Meter östlich ein aufgelassener Jura-Steinbruch an.

## Vereine
- Reitclub Bonhof e. V.